# ANTARES (телескоп)
Телескоп ANTARES (Антарес) — нейтринный телескоп, расположенный на глубине 2,4 км в Средиземном море в 40 километрах от берегов Тулона, Франция. Он разработан для использования в качестве направленного нейтринного телескопа, способного наблюдать поток нейтрино космического происхождения в направлении Южного полушария Земли, в дополнение к нейтринному телескопу IceCube, направленному на Северное полушарие. Название телескопу дано в честь известной звезды Антарес.
Строительство телескопа завершилось за два года, в мае 2008 года. Телескоп работал в оригинальной конфигурации до 2012 года, после чего была начата его достройка до KM3NeT.

## Устройство
Телескоп состоит из 12 вертикальных линий, удерживаемых сверху буями и располагающихся друг от друга на расстоянии 70 метров. Каждая линия несёт в себе 75 оптических модулей (всего их порядка 1000), а её длина составляет примерно 350 метров. Оптический модуль состоит из фотоумножителя и электроники, помещённых в стеклянный корпус, устойчивый к высокому внешнему давлению. Фотоумножители в оптическом модуле регистрируют черенковское излучение, испускаемое высокоэнергетическими мюонами, рождаемыми при взаимодействии мюонных нейтрино с морской водой.

## Результаты
Первые обнаружения нейтрино произошли в феврале 2007 года.
Анализ данных, собранных за 6 лет не выявил источников нейтрино вблизи Галактического Центра. Измерялись осцилляции атмосферных нейтрино.
На телескопе ведется поиск нейтрино, ассоциированных с гамма-всплесками.